# Boghos Bedros XI Emmanuelian
Boghos Bedros XI Emmanuelian, in italiano Paolo Pietro XI (Telerpen, 16 gennaio 1829 – Costantinopoli, 18 aprile 1904), è stato eparca di Cesarea di Cappadocia e undicesimo patriarca della Chiesa armeno-cattolica.

## Biografia
Eletto patriarca il 24 luglio 1899, fu confermato dalla Santa Sede il 14 dicembre dello stesso anno. Uomo di cultura, studioso di teologia, fu autore di un corso di filosofia in due volumi.

## Genealogia episcopale e successione apostolica
La genealogia episcopale è:
- Cardinale Scipione Rebiba
- Cardinale Giulio Antonio Santori
- Cardinale Girolamo Bernerio, O.P.
- Arcivescovo Galeazzo Sanvitale
- Cardinale Ludovico Ludovisi
- Cardinale Luigi Caetani
- Cardinale Ulderico Carpegna
- Cardinale Paluzzo Paluzzi Altieri degli Albertoni
- Papa Benedetto XIII
- Papa Benedetto XIV
- Papa Clemente XIII
- Cardinale Bernardino Giraud
- Cardinale Alessandro Mattei
- Cardinale Pietro Francesco Galleffi
- Cardinale Giacomo Filippo Fransoni
- Cardinale Andon Bedros IX Hassoun
- Patriarca Stepanos Bedros X Azarian
- Patriarca Boghos Bedros XI Emmanuelian

La successione apostolica è:
- Vescovo Mathieu Sislian (1901)
- Patriarca Boghos Bedros XII Sabbaghian (1901)
- Vescovo Clément Ghazarossian (1901)
- Vescovo Jean Muradian (1901)
- Arcivescovo Hussig Gulian (1902)
- Arcivescovo Okosdinos (Augustin) Sayeghian (1902)